# Un nuevo millonario
Un nuevo millonario es una película de comedia y acción nigeriana de 2020 escrita por Chinaza Onuzo y dirigida por Kayode Kasum. Está protagonizada por Falz, Toni Tones, Jemima Osunde, Blossom Chukwujekwu y Nse Ikpe-Etim. Es una secuela de la película New Money de 2018. Se estrenó en cuatro lugares diferentes de Nigeria, incluidos los cines FilmHouse en Lagos, el 6 de diciembre de 2020 antes del estreno general en cines, el 11 de diciembre de 2020 y obtuvo críticas mixtas, mientras obtenía éxito en taquilla. Antes de su lanzamiento, fue considerada una de las películas nigerianas más esperadas de 2020.

## Sinopsis
Quam era un guardia de seguridad hasta que se convirtió en multimillonario. Cuando apenas estaba disfrutando de su nueva vida cae en una estafa.

## Elenco
- Falz como Quam Omole
- Toni Tones
- Jemima Osunde
- Blossom Chukwujekwu
- Nse Ikpe-Etim
- Williams Uchemba
- Buchi Ojeh
- Karibi Fubara
- Michelle Dede

## Producción
La película fue producida conjuntamente por Inkblot Productions, FilmOne Productions y House 21. Marcó la octava colaboración entre Inkblot Productions y FilmOne Productions. Falz, también participó en la precuela New Money.